# Akoš Budinčević
Akoš Budinčević je bio odbojkaš iz Subotice. Rodom je Hrvat.
Višestruki je reprezentativac. Igrao je za Jugoslaviju na nekoliko jakih međunarodnih natjecanja.
U karijeri je igrao za subotički Spartak. Sa Spartakom je 1975. osvojio naslov prvaka države. 
Najveći reprezentativni uspjeh mu je kad je s Jugoslavijom osvojio broncu na Balkanskom prvenstvu 1976. koje se održalo u Sarajevu.